# Thlaspi
Pour les articles homonymes, voir Tabouret (homonymie).
Genre
Thlaspi est un genre de plantes herbacées de la famille des Brassicacées.
En français, on les nomme les tabourets, mais le nom commun s'emploie pour des espèces appartenant aussi à d'autres genres.
La taxinomie du genre diffère selon les auteurs. 
Des espèces autrefois classées comme Thlaspi se retrouvent actuellement dans les genres Noccaea, Kandis et Iberis. La limite entre ces genres n'est pas clairement établie.
Les graines de la plante nommée thlaspi étaient un des multiples constituants de la thériaque de la pharmacopée maritime occidentale au XVIIIe siècle.

## Liste d'espèces
Selon BioLib (20 février 2025) :
- Thlaspi armenum N.Busch
- Thlaspi arvense L., le Tabouret des champs
- Thlaspi ceratocarpon (Pall.) Murray
- Thlaspi huetii Boiss.
- Thlaspi inhumile Ponert
- Thlaspi kochianum F. K. Mey.
- Thlaspi roseolum N.Busch
- Thlaspi syriacum Bornm.

Selon ITIS (20 février 2025) :
- Thlaspi alliaceum L.
- Thlaspi arvense L., le Tabouret des champs
- Thlaspi montanum, ancien nom scientifique du Tabouret des montagnes (Noccaea montana), ne fait plus partie du genre Thlaspi :
  - (fr + en) ITIS : Thlaspi montanum L. Non valide (consulté le 1er juin 2015) - synonyme : 
  - (fr + en) ITIS : Noccaea montana (L.) F.K. Mey. Non valide (consulté le 1er juin 2015) - syn. :
  - (fr + en) ITIS : Noccaea fendleri ssp. fendleri (A. Gray) Holub (consulté le 1er juin 2015).

## Symbolique

### Calendrier républicain
Dans le calendrier républicain, le Thlaspi était le nom attribué au 21e jour du mois de pluviôse.